# Birol Topaloğlu

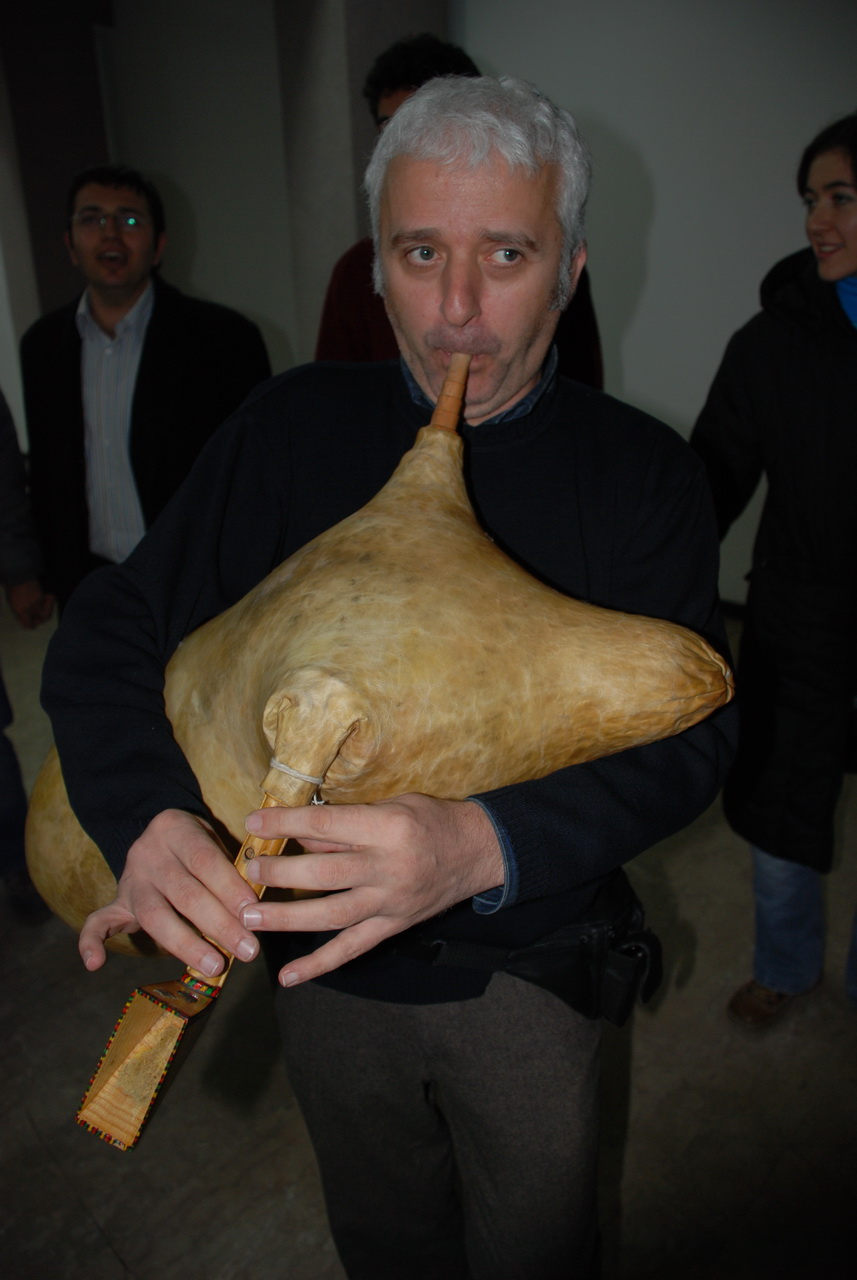
Birol Topaloğlu mit einem tulum (2006)

Birol Topaloğlu (* 1965 in Apso, Landkreis Pazar, Türkei) ist ein türkischer Musiker, der Volksmusik seiner lasischen Heimat an der östlichen Schwarzmeerküste auf einer Reihe von traditionellen Instrumenten vorträgt. Hierzu gehören die Kastenhalslaute kemençe und die Sackpfeife tulum. Die auf Türkisch und Lasisch vorgetragenen Volkslieder sind auch ein zentraler Bestandteil seiner modernen Ethno-Jazz-Kompositionen.
Topaloğlu wuchs in einer lasisch sprechenden Familie mit musikalischem Hintergrund im Dorf Apso am Schwarzen Meer nahe der georgischen Grenze auf. In Gaziantep absolvierte er ein Elektrotechnik-Studium, danach arbeitete er einige Jahre als Elektroingenieur an verschiedenen Orten. Während dieser Jahre spielte er als Amateur die Langhalslaute saz und sang türkü-Popmusik. Sein Bruder Şenol Topaloğlu gilt in Pazar als anerkannter kemençe-Spieler und Balladensänger, veröffentlichte aber bisher keine Musik unter eigenem Namen.
Mitte der 1990er Jahre traf Birol Topaloğlu den Gitarristen und kopuz-Spieler Erkan Oğur (* 1954), einen einflussreichen Komponisten, der klassische türkische Musik mit Elementen der Volksmusik verbindet. Dieser ermunterte ihn, Wiegenlieder (ninni) und Balladen (destan türküleri, alte, von einem aşık vorgetragene Erzähltradition) der Lasen seiner Heimatregion zu sammeln. Später studierte Topaloğlu in Georgien die Volksmusiktradition der dortigen Lasen und Mingrelier und erlernte autodidaktisch mehrere Instrumente. Seine seither arrangierte und komponierte Musik orientiert sich wesentlich an den gesammelten osttürkischen und georgischen traditionellen Tanzmusik- und Gesangsstilen. 
Topaloğlu spielt überwiegend die Fiedel kemençe, das beliebteste Tanzmusikinstrument der Schwarzmeerküste; die Sackpfeife tulum, mit der besonders Lasen ihre Tänze begleiten; ferner unter anderem pilili, ein seltenes endgeblasenes Einfachrohrblattinstrument mit fünf bis sieben Fingerlöchern aus der georgischen Republik Adscharien und die gezupfte Langhalslaute tschonguri mit vier Saiten aus Georgien. Bei seinen modernen Arrangements treten Instrumente aus dem westlichen Kulturkreis wie E-Bass, Gitarre, Akkordeon, Violine (türkisch keman) und Perkussion (häufig sparsam mit zil) hinzu. Weitere regionale Begleitinstrumente sind die türkische saz, die dreisaitige georgische Streichlaute tschuniri (çuniri) mit kreisrundem Korpus, die Holzflöte salamuri aus Ostgeorgien, die dreisaitige gezupfte Langhalslaute panduri aus Georgien, die Hirtenflöte kaval und die armenische Kurzoboe duduk oder die verwandte türkische mey.
Als traditioneller Musiker tritt Topaloğlu mit tulum oder kemençe zur Begleitung von horon-Tänzen bei Familienfeiern oder bei alevitischen Kulturveranstaltungen auf. Daneben spielte er in der 1993 gegründeten Volksmusikgruppe Kardeş Türküler mit. Seine Musik wird stets als „authentisch“ beschrieben, von heutiger Popmusik distanziert er sich.
Topaloğlu veröffentlicht seine Aufnahmen beim Label Kalan Müzik. Außerhalb der Türkei tritt er seit 1999 regelmäßig in Deutschland, Frankreich, den Niederlanden, Großbritannien und den Vereinigten Staaten auf.

## Diskographie
- Heyamo. Kalan Müzik, 1997
- Aravani. Kalan Müzik, 2000
- The Best of Heyamo and Aravani. 7/8 Music Productions, 2002
- Lazeburi. Kalan Müzik, 2003
- Ezmoce. Kalan Müzik, 2007